# Superstição
Superstição (do latim superstitio, “profecia, medo excessivo dos deuses”) ou crendice é um termo pejorativo para qualquer crença ou prática que é considerada irracional ou sobrenatural: por exemplo, se surgir da ignorância, um mal-entendido da ciência ou causalidade, uma crença positiva no destino ou magia, ou medo daquilo que é desconhecido. É comumente aplicado a crenças e práticas que envolvem a sorte, a profecia e certos seres espirituais, particularmente a crença de que eventos futuros podem ser preditos por eventos anteriores específicos (aparentemente) não relacionados. A palavra superstição é freqüentemente usada para se referir a uma religião que não é praticada pela maioria de uma determinada sociedade, independentemente de a religião prevalente conter supostas superstições.

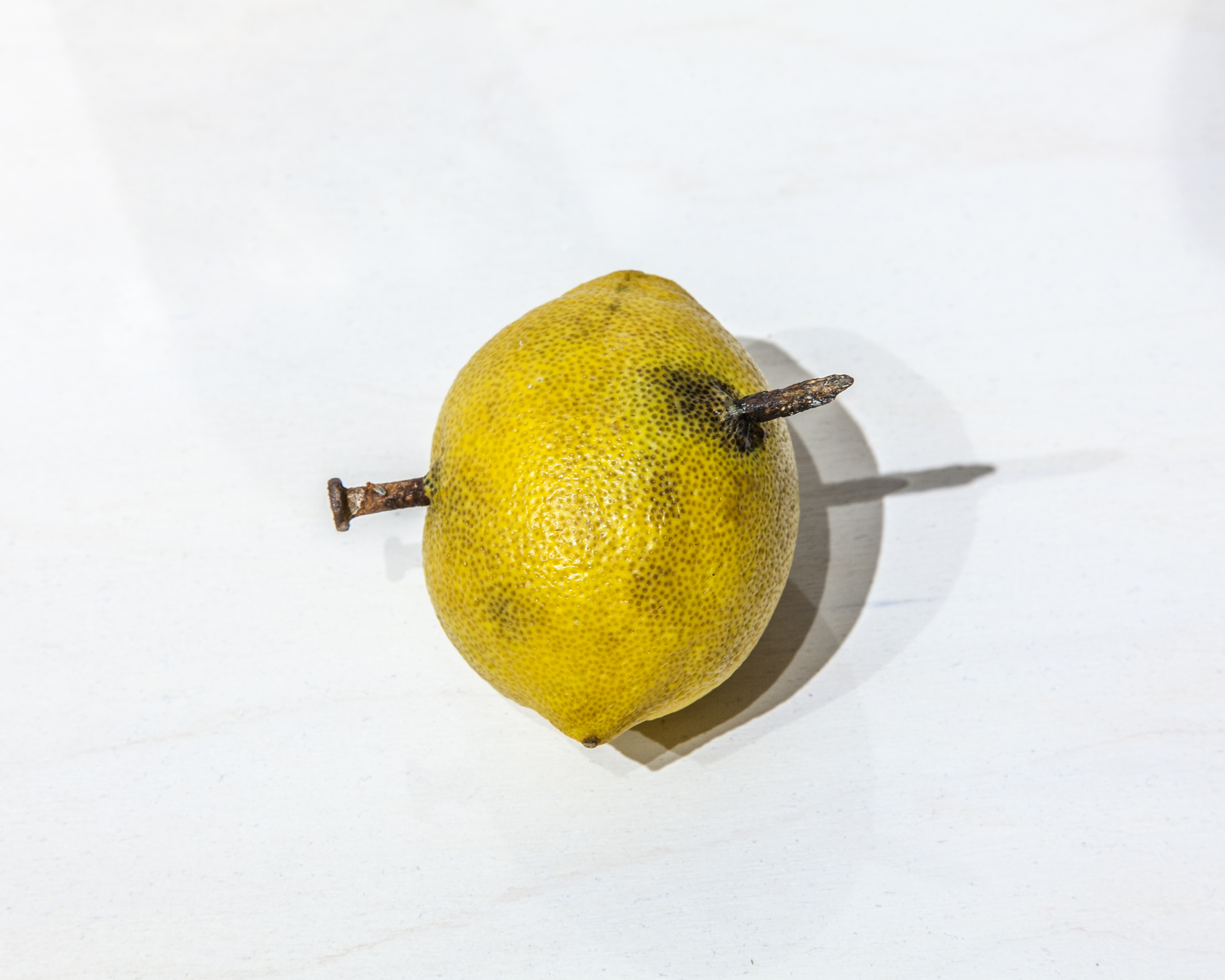
Acredita-se que a prática supersticiosa de colocar um prego enferrujado em um limão afasta o mau olhado e o mal em geral, conforme detalhado no texto folclórico Crenças Populares e Superstições de Utah.

Devido às implicações pejorativas do termo, itens referidos na linguagem comum como superstição são comumente referidos como crença popular na folclorística.
Cada agrupamento religioso vê como supersticiosas as crenças que estão fora de suas visões da realidade, o que está em acordo com a definição primitiva da palavra "superstição", derivada do latim superstitio, significando "algo que sobrou", se contrapondo a religio, a palavra latina usada para se referir ao culto aos deuses. No entanto, o que é considerada uma crença perfeitamente aceita por um grupo pode ser visto como supersticiosa por pessoas de outras culturas.

## Definições

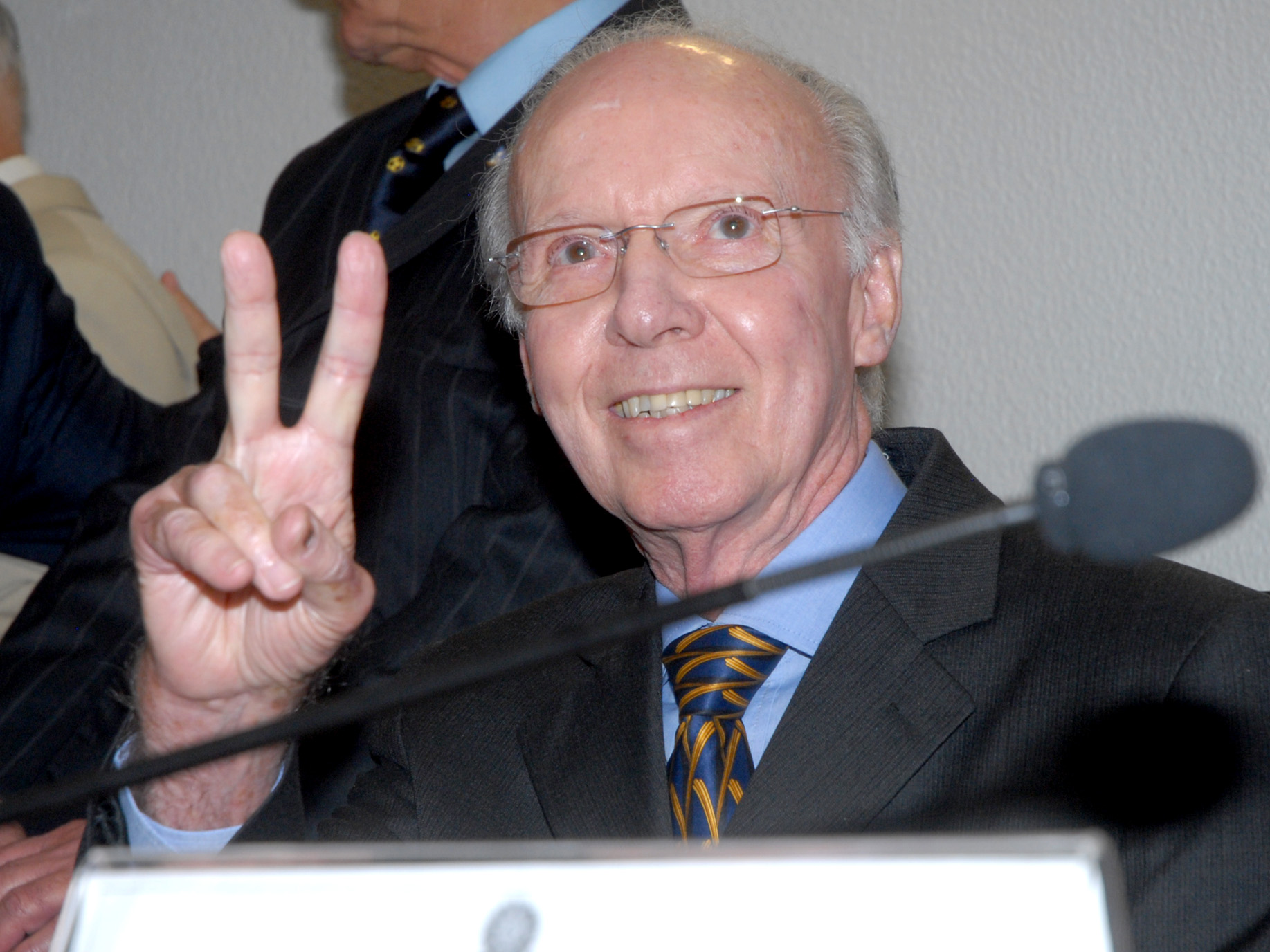
Mário Jorge Zagallo, conhecido por adorar o número 13, afirmou que o número ajudou a Seleção Brasileira a garantir classificação para a Copa do Mundo de 2006, na Alemanha.

A superstição geralmente está associada à suposição de que alguma força sobrenatural, que pode inclusive ser de origem religiosa, agiu para promover a suposta causalidade.
Superstições são, por definição, não fundamentadas em verificação de qualquer espécie. Elas podem estar baseadas em tradições populares, normalmente relacionadas com o pensamento mágico. Para os céticos, em geral superstições podem ser quaisquer crenças no fato de que certas ações (voluntárias ou não) tais como rezas, curas, conjuros, feitiços, maldições ou outros rituais, possam influenciar de maneira transcendental a vida de uma pessoa.
Por outro lado, a superstição também pode ser definida como "um desvio do sentimento religioso que consiste em atribuir a certas práticas uma espécie de poder mágico, ou pelo menos uma eficácia sem razão". Assim, a superstição seria uma opinião de cunho religioso, mas que, mesmo dentro da visão cosmológica daquela religião, seria fundada em preconceitos, de modo a atribuir relações Causalidade a eventos meramente fortuitos.

## Etimologia
A palavra "superstition" foi usada pela primeira vez em inglês no século XV, modelada a partir do francês. A palavra francesa, junto com seus cognatos românicos (superstizione em italiano, superstición em espanhol, superstição em português, superstició em catalão) continua o termo latino superstitio.
Enquanto a formação da palavra latina é clara, do verbo super-stare, "ficar em pé, ficar em pé, sobreviver", seu sentido original é menos claro . Pode ser interpretado como "ficar de pé sobre algo espantado ou admirado", mas outras possibilidades foram sugeridas, e. o sentido de "excesso", ou seja, excesso de escrúpulos ou excesso de cerimônia na realização de ritos religiosos, ou então a "sobrevivência" de velhos hábitos religiosos irracionais.

## História
O mais antigo uso conhecido como substantivo latino ocorre em Plauto, Ênio e depois por Plínio, com o significado de "arte da adivinhação".
Desde o seu uso no latim clássico de Tito Lívio e Ovídio (século I a.C.), o termo é usado no sentido pejorativo que ainda detém hoje, de um medo excessivo dos deuses ou crença religiosa irracional, em oposição a "religio", o devir apropriado e razoável dos deuses. Cícero derivou o termo de superstitiosi, aqueles que são "de sobra", ou seja, "sobreviventes", "descendentes", conectando-o com a ansiedade excessiva dos pais na esperança de que seus filhos sobrevivam para realizar seus ritos funerários necessários. Enquanto Cícero distingue entre "religio" e "superstitio", Lucrécio usa apenas o termo "religio" (apenas com significado pejorativo). Ao longo de todo o seu trabalho, ele distinguiu apenas entre "ratio" e "religio".
Os politeístas gregos e romanos, que modelavam suas relações com os deuses em termos políticos e sociais, desprezavam o homem que constantemente tremia de medo ao pensar nos deuses, como um escravo temia um mestre cruel e caprichoso. Tal medo dos deuses era o que os romanos queriam dizer com "superstição" (Veyne 1987, p. 211).
A Encyclopédie, de Diderot, definiu a superstição como "qualquer excesso de religião em geral", e a liga especificamente ao paganismo.
Em seu Prelúdio sobre o Cativeiro Babilônico da Igreja, Martinho Lutero (que chamou o papado de "fonte e fonte de todas as superstições") acusa os papas de superstição:
Pois havia escassos outros dos célebres bispados que tinham tão poucos eruditos pontífices; somente na violência, na intriga e na superstição, até agora, superou o resto. Para os homens que ocuparam os romanos, há mil anos, diferem tão vastamente daqueles que, desde então, chegaram ao poder, é-se obrigado a recusar o nome do pontífice romano tanto para o primeiro como para o segundo.
O atual Catecismo da Igreja Católica considera a superstição no sentido de que denota "um excesso perverso de religião", como demonstra a falta de confiança na providência divina (¶ 2110), e uma violação do primeiro dos Dez Mandamentos.
O "Catecismo" é uma defesa contra a acusação de que a doutrina católica é supersticiosa:
A superstição é um desvio do sentimento religioso e das práticas que esse sentimento impõe. Pode até afetar a adoração que oferecemos ao Deus verdadeiro, por exemplo, quando alguém atribui uma importância, de alguma forma, mágica a certas práticas que de outra forma seriam lícitas ou necessárias. Atribuir a eficácia das orações ou dos sinais sacramentais ao seu mero desempenho externo, à parte das disposições interiores que eles exigem é cair na superstição. (¶ 2111)

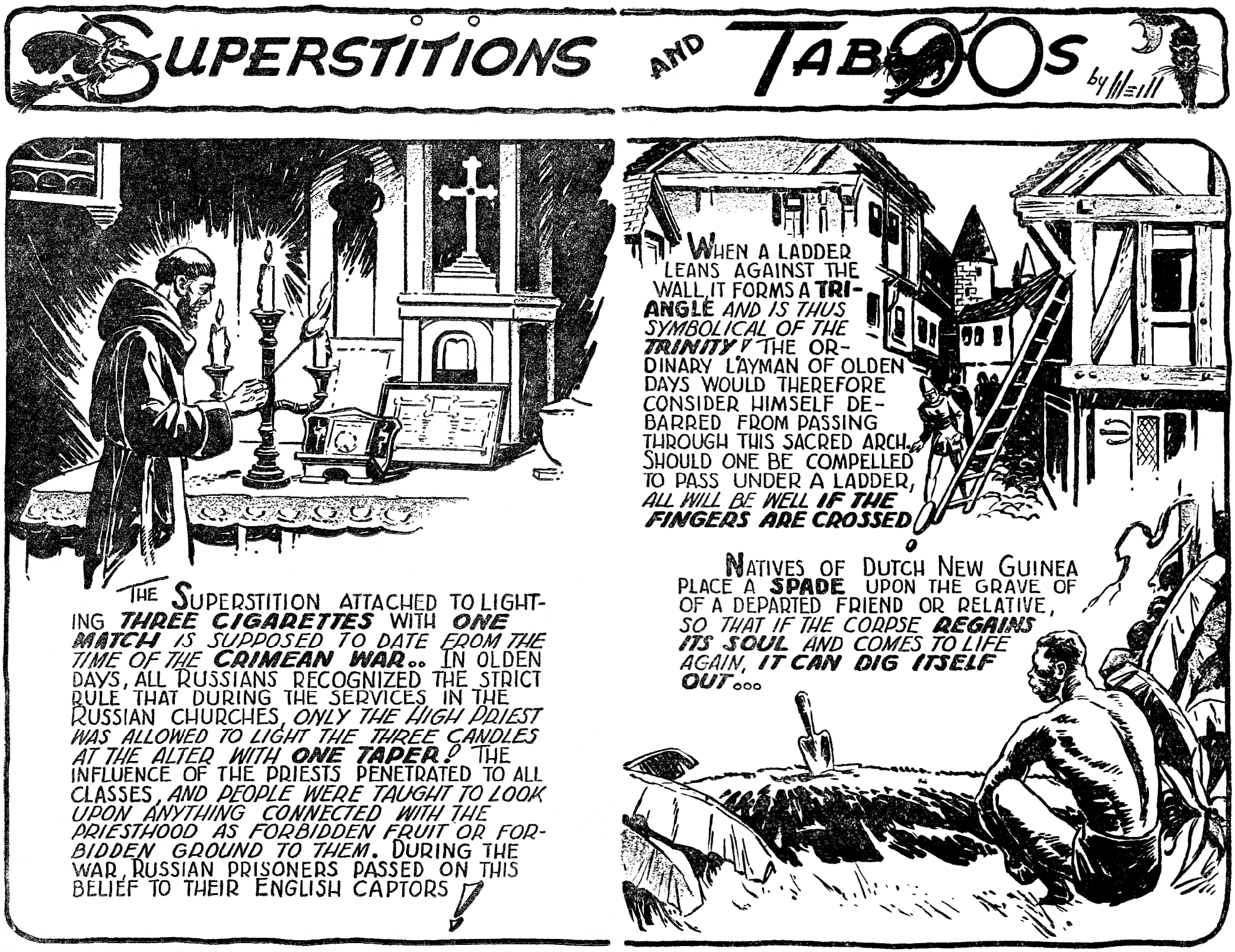
Exemplos de superstições e tabus na Weird Tales.

Immanuel Kant definia a superstição religiosa como uma ilusão que consiste em acreditar que pelos atos religiosos se pode obter justificação perante Deus. Sobre isso ele escreveu:
"A ilusão de mediante ações religiosas do culto obter algo em vista da justificação perante Deus é a superstição religiosa; assim como a ilusão de tal querer levar a cabo por meio do esforço em vista de um suposto trato com Deus é o fanatismo religioso. – É ilusão supersticiosa pretender tornar-se agradável a Deus por ações que todo o homem consegue fazer, sem que tenha justamente de ser um homem bom (por exemplo, pela confissão de proposições de fé estatutárias, pelo respeito da observância e da disciplina eclesial e quejandos). Chama-se supersticiosa porque escolhe para si simples meios naturais (não morais), os quais nada podem absolutamente operar por si em ordem ao que não é natureza (i.e., ao bem moral)."

## Exemplos

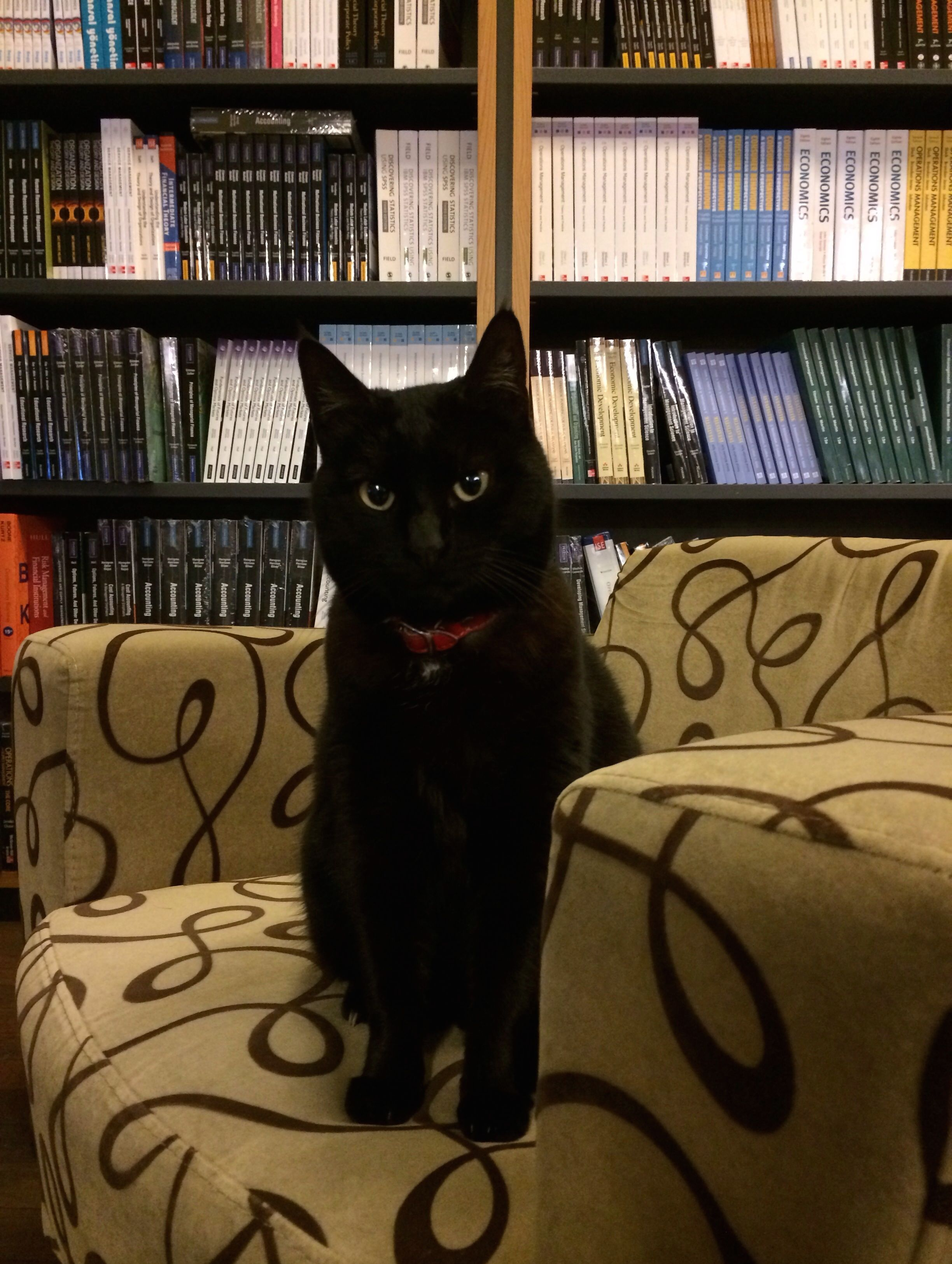
Algumas culturas consideram que gatos pretos significam boa ou má sorte.

- Espelhos - um exemplo comum no Brasil é a crença de que quebrar um espelho causa sete anos de azar.[18] Ficar se admirando num espelho quebrado é ainda pior. Significa quebrar a própria alma. Ninguém deve se olhar também num espelho à luz da velas. Não permita ainda que outra pessoa se olhe no espelho ao mesmo tempo em que você.

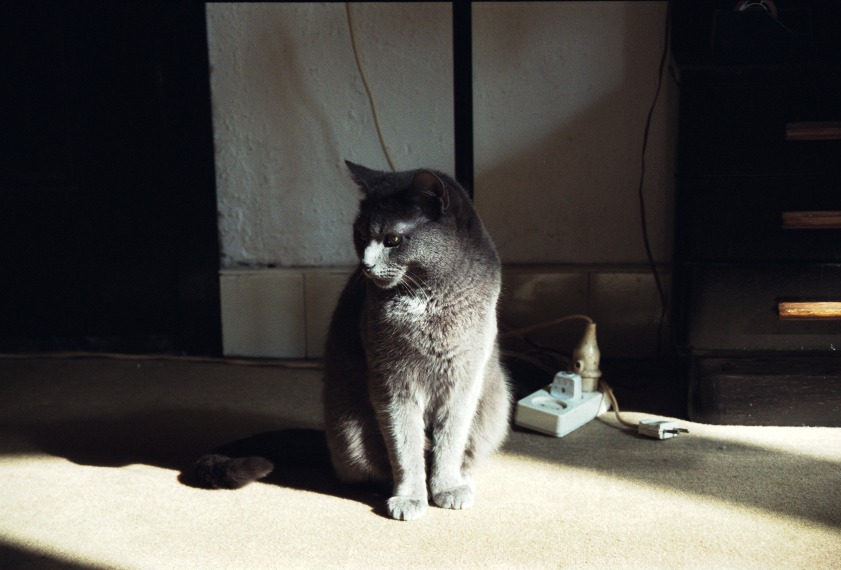
Gato preto: amado por alguns, odiado por outros.

- Coceiras: se a palma da mão esquerda coçar, é sinal que irá receber dinheiro. Se a palma da mão direita é que estiver coçando, uma visita desconhecida está para aparecer. Coceira na sola do pé significa viagem ao exterior.

- Elefantes: ter um elefante de enfeite, sobre um móvel qualquer, sempre com a tromba erguida mas de costas para a porta de entrada, evita a falta de dinheiro.

- Orelha: se sua orelha esquerda esquentar de repente, é porque alguém está falando mal de você. Nesses casos, vá dizendo o nome dos suspeitos até a orelha parar de arder. Para aumentar a eficiência do contra-ataque, morda o dedo mínimo da mão esquerda: o sujeito irá morder a própria língua.

- Objetos perdidos: A maneira mais eficiente de encontrar algo que desapareceu é dar três pulinhos para São Longuinho.

- Gatos: Quando um gato preto entra em casa é sinal de dinheiro chegando. Acariciar um gato atrai boa sorte. Ter um gato em casa atrai fortuna. Se um gato dobrar as suas patas e se deitar sobre elas deixando-as escondidas é sinal que uma tempestade está por vir.

Treze, dito por alguns como o número do azar, porém, para outros, é o número da sorte. Personalidades como Mário Jorge Zagallo e Sebastián "Loco" Abreu são notórios por gostarem do número.

- Guarda-chuva: dentro de casa, o guarda-chuva deve ficar sempre fechado. Segundo uma tradição, abri-lo dentro de casa traz infortúnios e problemas aos familiares. No entanto em Vanuatu abrir guarda-chuva no trabalho significa trazer grande quantidade de riqueza.

- Aranhas: aranhas, grilos e lagartixas representam boa sorte para o lar. Matar uma aranha pode causar infelicidade no amor.

- Brinde: se o seu copo contiver algum tipo de bebida alcoólica, não brinde com ninguém cujo copo contenha bebida sem álcool. Vocês terão os seus desejos invertidos.

- Vassoura: colocar uma vassoura com o cabo para baixo atrás da porta faz as visitas indesejáveis irem embora logo. A vassoura deve ser guardada na posição vertical para evitar desgraças. Crianças que montarem em vassouras serão infelizes. Varrer a casa à noite expulsa a tranquilidade.

- Número 13: o número 13 é tido ora como sinal de infortúnio, ora de bom agouro. Se uma sexta-feira cair no dia 13 de um mês é um mau sinal. Todo cuidado é pouco nesse dia. O número treze é tão temido que há lugares onde os prédios não possuem o décimo terceiro andar.

- Escada: passar por de baixo da escada pode trazer má sorte.

- Cachorros: quando algum cachorro esta uivando, deve-se colocar o pé direito corretamente em um calçado e virar o pé esquerdo e pisar em cima, então o cachorro para na hora.

- Madeira: se você bater em um tronco de árvore oco três vezes, o azar vai embora.

- Mau-olhado (ou olho-gordo): característica creditada a algumas pessoas, consistindo na capacidade de fazer mal a alguém apenas submetendo-o ao seu olhar.

- Fontes: jogar uma moeda em uma fonte de água realiza um desejo que você tenha feito.

- Trevos: achar um trevo-de-quatro-folhas tira todo o seu azar.

- Ferraduras: virar as duas pontas de uma ferradura para cima traz boa sorte.

- Espirro: se você espirrar em algum dia em que não está gripado, alguém está falando de você. A prática usual de se dizer "saúde" (ou God bless you nos países de língua inglesa) é derivada da crença supersticiosa de que a alma da pessoa que espirra pudesse sair do corpo naquele momento.

- Divisão da calçada: se você pisar em uma divisa da calçada, isso causará dores no corpo.

- Sal: se você derrubar sal sem querer, para que se evite o azar do sal, pegue um pouco do sal derramado e jogue acima do ombro esquerdo.

- Pé de coelho: é uns dos amuletos da sorte, que pode ser utilizado em chaveiros.